# 雷神之屋
雷神之屋是位於立陶宛城市考納斯的一座建築，也是立陶宛最早的哥特式建築之一。在1440年至1532年期間，雷神之屋是漢薩商人在考納斯的事務所。